# Nowy Jawor
Ne doit pas être confondu avec Nowy Jaworów.
Nowy Jawor est un village de Pologne, situé au centre sud du pays, dans la voïvodie de Sainte-Croix, le powiat de Starachowice et la gmina de Pawłów. Le nom du village signifie en polonais nouveau sycomore. 
Il est situé à 3 kilomètres au sud de Pawłów, siège de la gmina, à 12 km au sud de Starachowice et à 35 km à l'est de Kielce, chef-lieu de la voïvodie.
Entre 1975 et 1998, le village a appartenu administrativement à la voïvodie de Kielce.
Lors du recensement national de la population et du logement en 2021, la population du village de Stary Jawor est de 169 habitants et 25 maisons.